# 夷陵之战 (208年)
东汉末年的208年的夷陵之战发生在军阀孙权和曹操之间。此战是赤壁军事行动的一个完整部分，在赤壁之战中的乌林大遭遇战后立即爆发。此夷陵之战也是随后江陵之战的序幕。

## 背景
曹操在赤壁之战中败于乌林后，孙权手下中护军周瑜立即率军三万杀入南郡意图攻取郡治江陵（在今荆江，非今湖北省江陵县），在长江南岸扎营。在周瑜和右都督程普率数万人与曹操部下行征南将军曹仁隔江对峙交战前，甘宁请求攻取临江郡治所夷陵，先发制人，打通进军益州的道路。此外，一旦夷陵攻克，曹仁将和派军援助他的益州牧刘璋隔绝。当时曹操对临江郡控制薄弱，刘璋的军队则趁机渗透到附近。

## 战事

### 袭肃倒戈
甘宁兵到夷陵即破城，附近驻扎在秭归、巫县一带的刘璋部将袭肃率三百军来降。甘宁所部本为七百人，因此增至一千，周瑜上表，想把袭肃及其所部三百人并入横野中郎将吕蒙部以加强主力。吕蒙拒绝了，呼吁孙权不要重新分配袭肃部，而是让袭肃随同甘宁加强夷陵的防御。孙权同意了。曹仁得知夷陵失守，当即派六千骑兵前去收复夷陵，设高楼，箭如雨下射入夷陵。身处重压之下，甘宁仍保持冷静，谈笑自若，稳定军心，并派使者报告周瑜。

### 吕蒙的战略
周瑜接到甘宁的求援，几乎所有人都认为没有兵力可派作援军。但吕蒙站了出来，劝说同僚们往救甘宁，并担保承烈都尉凌统能守卫大营至少十日。
凌统承担起独力对抗曹仁和横野将军徐晃的重担，以为周瑜、吕蒙等援助在夷陵的甘宁争取时间。曹仁没料到周瑜会忽视他在江陵的大军，在夷陵战败，伤亡三千余人。同时，凌统骗曹仁误信周瑜大营仍有大军留守，未予以全力袭击。曹仁派徐晃攻凌统，但失败了，折兵一半，趁夜逃回。回营途中，吕蒙献计获取敌军战马：他率三百士兵用柴垒断敌军的撤退路线，使马匹不能通过。如其所料，曹仁骑兵为躲避周瑜追击，弃马步行逃回江陵。周瑜带着所获战马三百余匹回营，在余下的战事中，夷陵被孙权牢固掌控。

## 后果
攻陷夷陵为孙权打开了通往益州的通道。这意味着在江陵的曹仁再不能得到刘璋的援军。

## 参战方

### 曹操军
- 征南将军曹仁，屯江陵
- 横野将军徐晃，屯江陵
  - 益州将领袭肃，屯夷陵（投降孙权）

### 孙权军
- 中护军将军周瑜
  - 赞军校尉鲁肃，周瑜副手
  - 右都督程普
  - 丹阳都尉黄盖，水军先锋
  - 横野中郎将吕蒙
  - 当口令甘宁
  - 宜春长周泰
  - 承烈都尉凌统